# Стандартне тестове зображення

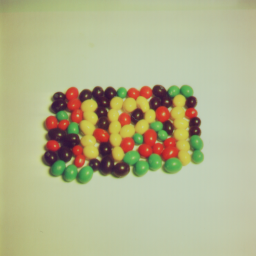
Тестове зображення з бази USC-SIPI.

Стандартне тестове зображення — цифровий файл, що містить зображення, призначений для тестування алгоритмів обробки і стиснення. Використання однакових стандартних зображень дозволяє різним лабораторіям порівнювати свої результати. Здебільшого відбираються такі зображення, з подібними яким і буде використовуватися клас технік обробки. Інші зображення вибираються з метою перевірки алгоритмів відновлення зображень, наприклад, алгоритмів відтворення деталей і текстур, чітких переходів і меж, подібних областей.

## Поширені тестові зображення
Стандартний розмір зображення зазвичай становить 512×512 або 720×576. Більшість таких зображень доступна у форматі TIFF від Інституту обробки сигналів і зображень Університету Південної Каліфорнії (англ. Signal and Image Processing Institute). «Kodak» випустив набір зображень розміром 768×512@24, доступних у форматі PNG, які широко використовуються для порівняння різних технік стиснення зображень.